# Daugård
Daugård er en by i Østjylland med 1.127 indbyggere  (2024), beliggende nær Vejle i Daugård Sogn. Daugård har foruden dens stationsby givet navn til Daugård Mark og Daugårdstrand i dens lille opland. Postnummeret 8721 dækker også Ørum Sogn, som indgår i et fælles områdesamarbejde. Daugård hører til Hedensted Kommune og dermed Region Midtjylland.
Byen nævnes første gang i historiebøgerne i 1399 under navnet Daghægord .
I Daugård ligger den større gård Williamsborg, Daugård Kirke, en multihal med idrætsforening, en købmand med postbutik, og nogle erhvervsbygninger. Desuden findes der en folkeskole samt gymnasiet Vejlefjordskolen syd for byen. Byområdet er under udvidelse og vokser nordpå mod Hedensted.
Daugård er desuden hjemsted for flere berømte danskere. Såvel rapperen Tue Track som den tidligere danske landsholdsspiller Thomas Gravesen stammer fra byen. Fodboldtræneren Peter Sørensen er bosat i byen.